# 마스터 (닥터 후)

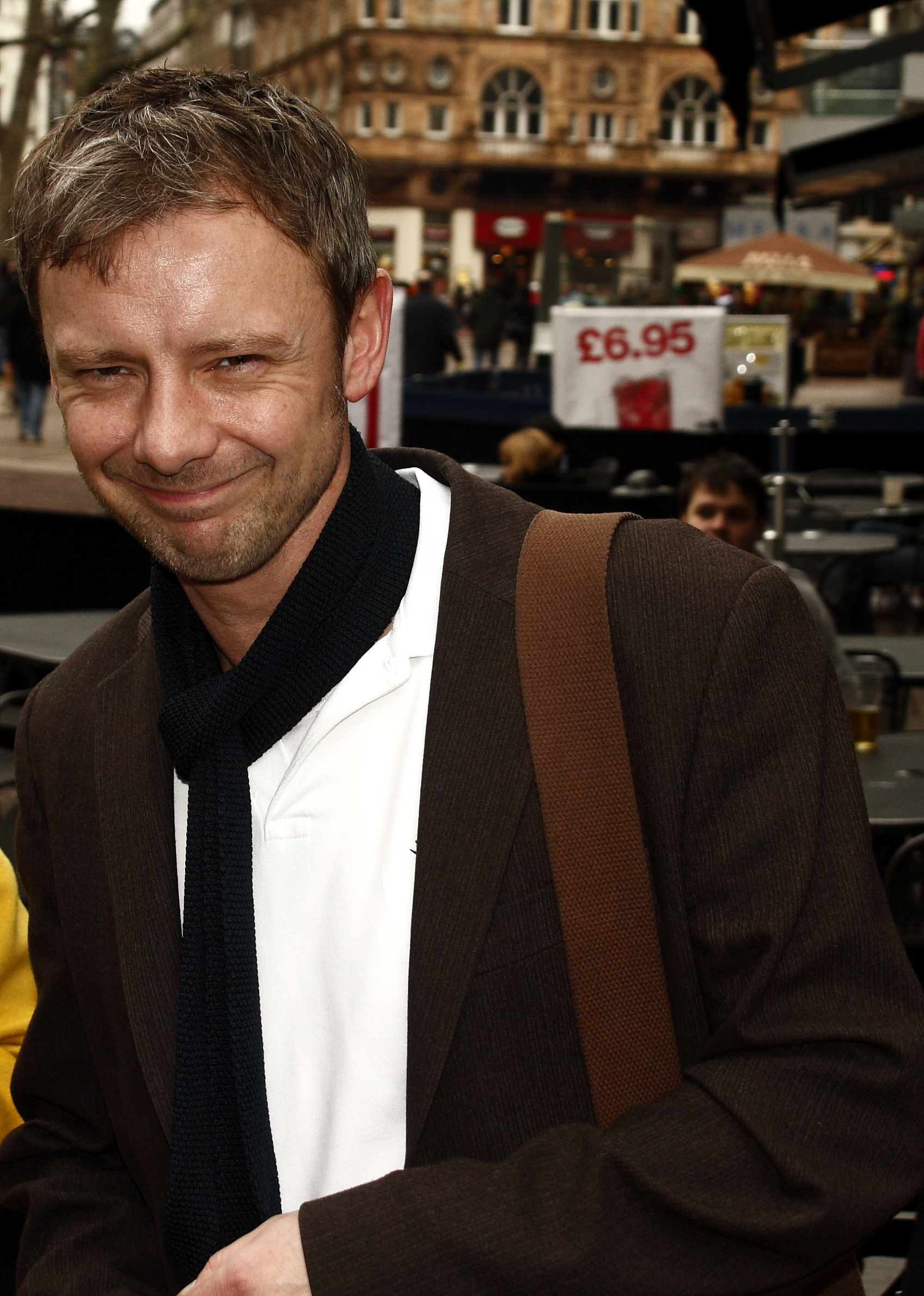
The End of Time에서 마스터 역을 맡은 '존 심'

마스터(영어: Master)는 닥터 후의 등장인물이다.

## 개요
마스터는 닥터와 마찬가지로 시간 전쟁에서 살아남은 타임로드이다. 클래식 시즌(올드 시즌)의 Terror of the Autons 에피소드에서 처음 등장했다. 뉴 시즌 에서는 카멜레온 와치를 이용해 자신의 몸과 기억을 인간으로 만들어 우주의 끝으로 도망쳐 '야나 교수'라는 가명으로 살아가다 자신의 기억이 봉인된 카멜레온 와치 시계를 이용해 기억을 되찾고 닥터의 타디스를 훔치려한다. 이때 조수인 챤토가 쏜 총에 맞아 타디스 안에서 재생성을 해 외견상 젊어 지고 타디스를 훔쳐 과거로 날아간다. 이때 닥터가 타디스를 고장내 타디스가 원래 있던 시간대(우주의 끝)과 마지막으로 착륙했던 시간대(21세기의 런던)로 밖에 오가지 못하게 만든다.

해롤드 색슨을 지지하는 포스터 'VOTE SAXON (색슨에게 투표해)'

21세기의 런던, 하지만 닥터의 시간대보다 몇 개월 더 앞선 시간대에 도착한 마스터는 '해롤드 색슨'이라는 인간의 가명으로 살아가며 아크엔젤 네트워크를 만들고 '해롤드 색슨'이라는 가상인물이 실존하도록 여러 증거들을 조작하고 이후 수상으로 선마하여 당선된다. 이때 해롤드 색슨을 지지하는 포스터인 'VOTE SAXON'은 뉴 시즌 3에서 지속적으로 등장하며 토치우드 시즌1 에피소드 12 'Captain Jack Harkness' 에서도 등장한다. 또한 해롤드 색슨의 이름은 뉴 시즌 3 에피소드 1 'Smith and Jones'에서 라디오로도 잠시 언급된다.
뉴 시즌 8 에서는 재생성을 통해 성전환을 해 '미시'라는 타임 레이디가 되었으며 갈리프레이의 기술력을 이용해 죽은 자들의 정신을 백업하는 데이터 클라우드 '네더스피어'를 만들었다. 그리고 닥터의 생일 선물로 사이버 군대를 선물하겠다는 명목으로 죽은 이들의 정신을 사이버맨의 육체에 넣고 이들을 이용해 다른 사람들도 사이버맨화 시키려는 계획을 세운다.

## 역대 배우
- 윌리엄 휴스(William Hughes) (닥터후 뉴 시즌, <The Sound of Drums>)
- 제임스 드라이퍼스(James Dreyfus) (닥터후 오디오, <The First Doctor Adventures>)
- 로저 델가도(Roger Delgado) (닥터후 클래식 시즌, <Terror of the Autons> ~ <Frontier in Space>)
- 피터 프랫 (Peter Pratt) (닥터후 클래식 시즌, <The Deadly Assassin>)
- 제프리 비버스(Geoffrey Beevers) (닥터후 클래식 시즌, <The Keeper of Traken>)
- 앤서니 에인리(Anthony Ainley) (닥터후 클래식 시즌, <The Keeper of Traken> ~ <Survival>)
- 고든 티플 (Gordon Tipple) (닥터후 TV 영화)
- 에릭 로버츠 (닥터후 TV 영화)
- 알렉스 매퀸(Alex MacQueen) (닥터후 오디오 <UNIT: Dominion>, <Dark Eyes 2, 3, 4>)
- 데릭 재커비 (닥터후 뉴 시즌, <Utopia>)
- 존 심 (닥터후 뉴 시즌, <Utopia> ~ <The End of Time>, <World Enough and Time> ~ <The Doctor Falls>)
- 미셸 고메즈 (닥터후 뉴 시즌, <Deep Breath> ~ <The Doctor Falls>)
- 사샤 다완 (닥터후 뉴 시즌, <Spyfall, Part 1> ~ )

## 같이 보기
- 닥터 (닥터 후)
- 닥터 후